# Кейн (реслер)
Глен Томас Джейкобс (англ. Glenn Thomas Jacobs), більш відомий під псевдонімом Кейн (англ. Kane) — американський професійний реслер і актор. Зараз знаходиться під контрактом WWE, належить до бренда SmackDown. Джейкобс почав свою кар'єру професійного реслера в незалежних федераціях в 1992 році. Виступав у Smoky Mountain Wrestling (SMW) і United States Wrestling Association (USWA), поки не підписав контракт з World Wrestling Federation (зараз WWE) в 1995. Джейкобс відігравав різних персонажів до 1997, коли остаточно закріпився, як Кейн — жахливий зведений молодший брат Андертейкера, з яким він мав чимало ворожнеч і виступав в команді «Брати руйнування».

## У реслінгу
- Завершальні прийоми
  - Як Кейн
    - «Чокслем»[1][8]
    - «Могильна плита»[1]

  - Як Ісаак Янкем
    - «DDT»[9]

  - Як Дизель
    - «Jackknife Powerbomb»
- Прізвиська
  - «Велика червона машина»[10]
  - «Великий червоний монстр»[10]
  - «Улюблений демон диявола»[11][12]
- Музичні теми
  - Як Unabomb
    - «Unholy» від Kiss[13]

  - Як Ісаак Янкем
    - «Root Canal» від Джима Джонстона (18 серпня 1995 — 12 вересня, 1996)[14]

  - Як Дизель
    - «Diesel Blues» від Джима Джонстона (23 вересня 1996 — 11 травня 1997)[14]

  - Як Кейн
    - «Burned» від Джима Джонстона (5 жовтня 1997 — 12 червня 2000)[14]
    - «Out of the Fire» від Джима Джонстона (19 червня 2000 — 28 березня 2002; 8 квітня 2002)[14]
    - «Slow Chemical» від Finger Eleven (1 квітня 2002; 8 серпня 2002 — 11 серпня 2008)[14]
    - «Man on Fire» від Джима Джонстона (18 серпня 2008 — 22 липня 2011)[15]
    - «Veil of Fire» від Джима Джонстона (12 грудня 2011 — дотепер)[14]

## Титули і нагороди
- Pro Wrestling Illustrated

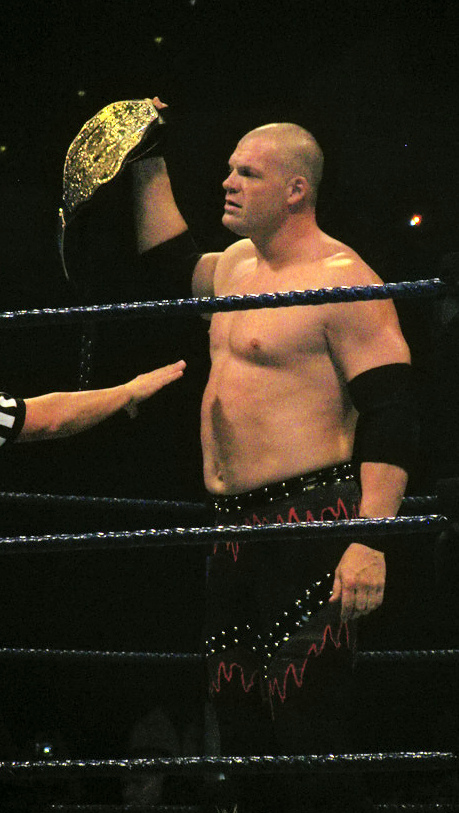
Кейн — чемпіон світу у важкій вазі у 2010.

  - «Протистояння року» (2013) проти Денієла Браяна[16] (у складі «Керівництва»)
  - «Найбільш ненависний реслер року» (2013)[17] (у складі «Керівництва»)
  - «Команда року» (1999) з Ікс-Паком[18]
  - Номер 4 у списку 500 найкращих реслерів за версією PWI 500 в 2011 році[19]
- Smoky Mountain Wrestling
  - Командний чемпіон SMW (1 раз) – з Ель Сноу[20]
- United States Wrestling Association
  - Чемпіон USWA у важкій вазі (1 раз)[21]
- World Wrestling Federation / World Wrestling Entertainment / WWE
  - Чемпіон WWE (1 раз)
  - Чемпіон світу у важкій вазі (1 раз)[22]
  - Чемпіон ECW (1 раз)[23]
  - Інтерконтинентальний чемпіон WWE (2 рази)
  - Командний чемпіон WWE (старий титул) (2 рази) —  з Біг Шоу (1)[24] і Денієлом Браяном (1)
  - Командний чемпіон світу WWE (9 разів) – з Менкайндом (2), Ікс-Паком (2), Андертейкером (2), Ураганом (1), Робом Ван Дамом (1) і Біг Шоу (1)[25]
  - Командний чемпіон світу WCW (1 раз) – з Андертейкером[26]
  - Хардкорний чемпіон WWF (1 раз)[27]
  - «Money in the Bank» (SmackDown 2010)[28]
  - Найбільше участей у Королівській битві — 19
  - Найбільше сумарна кількість знищень у Королівській битві — 43[29][30]
  - Нагорода «Slammy» (2 рази)
    - «Найкращі сімейні цінності» (2010)
    - «Матч року» (2014) — команда Сіни проти команди «Керівництва» на Survivor Series[31]

  - Восьмий чемпіон Потрійної корони
  - Третій «Гранд Слем» чемпіон
- Wrestling Observer Newsletter
  - «Найбільш переоцінений» (2010, 2014, 2015)[32][33][34]
  - «Найгірше протистояння року» (2002) проти Тріпл Ейча[32]
  - «Найгірше протистояння року» (2003) проти Шейна Макмена[32]
  - «Найгірше протистояння року» (2004) проти Метта Харді і Літи[32]
  - «Найгірше протистояння року» (2007) проти Біг Дедді V[32]
  - «Найгірше протистояння року» (2008) проти Рея Містеріо[32]
  - «Найгірше протистояння року» (2010) проти Еджа[32]
  - «Найгірше протистояння року» (2012) проти Джона Сіни[35]
  - «Найгірший персонаж» (1996) — пародія на Дизеля[32]
  - «Найгірше відпрацьований матч року» (2001) — з Андертейкером проти «КроніК» на Unforgiven[32]